# Conchaspis vaccinii
Conchaspis vaccinii är en insektsart som beskrevs av Khoo 1978. Conchaspis vaccinii ingår i släktet Conchaspis och familjen Conchaspididae. Inga underarter finns listade i Catalogue of Life.